# 2017年スペイングランプリ
2017年スペイングランプリ (2017 Spanish Grand Prix) は、2017年のF1世界選手権第5戦として、2017年5月14日にカタロニア・サーキットで開催された。
正式名称は「FORMULA 1 GRAN PREMIO DE ESPAÑA PIRELLI 2017」。

## レース前
このレースでピレリが供給するドライタイヤのコンパウンドは、ソフト、ミディアム、ハードの3種類。このレースまで全ドライバー共通のタイヤセットが供給される（ドライバー側での選択不可）。
このレースより、ドライバーの名前やカーナンバーの視認性を高めるため、スポーティングレギュレーションをより厳格に適用することになった。

## フリー走行
開催日時は現地時間 (UTC+2、以下同じ）。

### 1回目
2017年5月12日 10:00
気温19度、路面温度24度、快晴のドライコンディション。開始から12分、フェルナンド・アロンソがコースインしたが、その周のターン2でエンジンブローに見舞われた。その10分後にはセバスチャン・ベッテルがギアボックスのトラブルでマシンを止めている（すぐに処置されて復帰）。改良空力パーツを投入したメルセデスが速さを取り戻し、ルイス・ハミルトンがトップタイム(1:21.521)、0.029秒差でバルテリ・ボッタスが続き、3位のキミ・ライコネンと0.9秒の差をつけた。

### 2回目
2017年5月12日 14:00
気温24度、路面温度42度、引き続き快晴のドライコンディションだが、強風の影響でハミルトン、ベッテル、マックス・フェルスタッペンなどがコースオフを喫した。アロンソはパワーユニットの交換で25分にようやくコースインし地元ファンからの声援を受けるも、最下位でこのセッションを終えた。各車ソフトタイヤを投入しタイムを更新、メルセデス勢がフェラーリに約0.3-0.4秒差、レッドブルには約0.6-0.7秒の差をつけた。15時2分、ターン9の縁石をはみ出したカルロス・サインツJr.のマシンからパーツが飛びコース上に散乱し赤旗が振られるも、撤去作業は3分で終わりセッションは再開された。以後はソフトタイヤでのロングランを行ったため、上位陣のタイムの更新はなかった。トップタイムは1回目に続きハミルトン(1:20.802)。
夜のドライバーブリーフィングでDRSゾーンの拡大について議論され、FIAは、メインストレートのDRSゾーンを100m拡大することを決定した（最終コーナー後の157mに設置されていたが、57mの地点に変更）。

### 3回目
2017年5月13日 11:00
気温22.6度、路面温度30.1度、晴天のドライコンディション。ベッテルがセッション途中でピットレーンにマシンを止めてしまうシーンがあったが2番手タイムを記録。前日にほとんど走行できなかったアロンソは、この日は順調に周回を重ねて10番手のタイムを記録した。トップタイムはライコネン(1:20.214)。

## 予選
2017年5月13日 14:00
ハミルトンが今シーズン3回目のポールポジションを獲得した。

### 経過
気温26度、路面温度44度、晴天のドライコンディションで行われた)。
Q1
FP3でのマシントラブルでパワーユニットを交換したベッテルは、このセッションでもアタック開始直後に「クルマを止めろ」と無線が飛ぶ場面があったが、部分的なリセットをかけて復帰してからは順調にタイムを更新した。ロマン・グロージャンはターン13でいきなりスピンを喫してしまった。1回目のアタックではハミルトンがトップタイム(1:20.511)、以下ベッテル、ボッタス、ライコネンの順となった。ベッテルとボッタスは中古ソフトで2回目のアタックを行い、ライコネンは連続走行で2番手タイムを記録した。
Q2
全車新品ソフトでアタックを開始。メルセデスは真っ先にコースインし、ハミルトンが早々にトップタイム(1:20.210)を記録。ボッタスはターン1で右フロントタイヤを、2周目のアタックでターン14で左フロントをロックさせてしまい3番手。これが決勝スタート時のタイヤとなるため、不安を残すことになった。2番手はベッテルで、ハミルトンとは0.085秒差の僅差だった。上位陣は1アタックでQ2を終えたが、中位以下のチームは残り3分となったところで、サインツを除き全車新品ソフトで2回目のアタックを開始する。グロージャンがターン14-15でコースオフし黄旗が出る中、アロンソが10番手タイムを記録し、今シーズン初のQ3進出を果たした。サインツはタイムを更新できず12番手まで後退し、Q2敗退となった。
Q3
上位陣はメルセデス、フェラーリ、レッドブルの順にコースイン。残り4台はQ2までに新品ソフトを使い切ったため、最後の1アタックに備え待機した。1回目のタイムアタックはハミルトンが1:19.149でトップ、以下ボッタス、ライコネン、ベッテル、フェルスタッペンが続く。残り3分になって全車最後のタイムアタックを行う。ベッテルがターン14で僅かに左フロントをロックさせたものの自己ベストを更新したが、ハミルトンに0.051秒及ばず2番手。ハミルトンはタイムを更新できなかったが、他のドライバーもハミルトンに及ばなかったためポールポジションを獲得した。アロンソは上位3チームに続く7番手のタイムを出す大健闘を見せた。

### 結果
| Pos.                | No. | ドライバー                 | コンストラクター                | Q1       | Q2       | Q3       | Grid |
| ------------------- | --- | -------------------------- | ------------------------------- | -------- | -------- | -------- | ---- |
| 1                   | 44  | ルイス・ハミルトン         | メルセデス                      | 1:20.511 | 1:20.210 | 1:19.149 | 1    |
| 2                   | 5   | セバスチャン・ベッテル     | フェラーリ                      | 1:20.939 | 1:20.295 | 1:19.200 | 2    |
| 3                   | 77  | バルテリ・ボッタス         | メルセデス                      | 1:20.991 | 1:20.300 | 1:19.373 | 3    |
| 4                   | 7   | キミ・ライコネン           | フェラーリ                      | 1:20.742 | 1:20.621 | 1:19.439 | 4    |
| 5                   | 33  | マックス・フェルスタッペン | レッドブル-タグ・ホイヤー       | 1:21.430 | 1:20.722 | 1:19.706 | 5    |
| 6                   | 3   | ダニエル・リカルド         | レッドブル-タグ・ホイヤー       | 1:21.704 | 1:20.855 | 1:20.175 | 6    |
| 7                   | 14  | フェルナンド・アロンソ     | マクラーレン-ホンダ             | 1:22.015 | 1:21.251 | 1:21.048 | 7    |
| 8                   | 11  | セルジオ・ペレス           | フォース・インディア-メルセデス | 1:21.998 | 1:21.239 | 1:21.070 | 8    |
| 9                   | 19  | フェリペ・マッサ           | ウィリアムズ-メルセデス         | 1:22.138 | 1:21.222 | 1:21.232 | 9    |
| 10                  | 31  | エステバン・オコン         | フォース・インディア-メルセデス | 1:21.901 | 1:21.148 | 1:21.272 | 10   |
| 11                  | 20  | ケビン・マグヌッセン       | ハース-フェラーリ               | 1:21.945 | 1:21.329 |          | 11   |
| 12                  | 55  | カルロス・サインツ         | トロ・ロッソ                    | 1:21.941 | 1:21.371 |          | 12   |
| 13                  | 27  | ニコ・ヒュルケンベルグ     | ルノー                          | 1:22.091 | 1:21.397 |          | 13   |
| 14                  | 8   | ロマン・グロージャン       | ハース-フェラーリ               | 1:21.822 | 1:21.517 |          | 14   |
| 15                  | 94  | パスカル・ウェーレイン     | ザウバー-フェラーリ             | 1:22.327 | 1:21.803 |          | 15   |
| 16                  | 9   | マーカス・エリクソン       | ザウバー-フェラーリ             | 1:22.332 |          |          | 16   |
| 17                  | 30  | ジョリオン・パーマー       | ルノー                          | 1:22.401 |          |          | 17   |
| 18                  | 18  | ランス・ストロール         | ウィリアムズ-メルセデス         | 1:22.411 |          |          | 18   |
| 19                  | 2   | ストフェル・バンドーン     | マクラーレン-ホンダ             | 1:22.532 |          |          | 20 1 |
| 20                  | 26  | ダニール・クビアト         | トロ・ロッソ                    | 1:22.746 |          |          | 19   |
| 107% time: 1:26.146 |     |                            |                                 |          |          |          |      |
| ソース              |     |                            |                                 |          |          |          |      |

追記
- ^1 - バンドーンは5基目のエネルギーストアとコントロールエレクトロニクスに交換したため10グリッド降格[17][18]

## 決勝
2017年5月14日 14:00
ハミルトンがポール・トゥ・ウィンで今シーズン2勝目。

### 展開
気温24度、路面温度44度、晴天のドライコンディション。
スタートでベッテルが前に出てトップに立つ。ターン1でボッタスに後ろからヒットされたライコネンがフェルスタッペンと接触し、ライコネンとフェルスタッペンはリタイアした。アロンソはターン2でフェリペ・マッサと接触しコースオフして順位を落とした。ベッテルはハミルトンとの差を徐々に広げていく。
ベッテルは14周目にピットインし、ダニエル・リカルドの後ろでコースに戻るが、すぐにオーバーテイクして前に出る。この間、ハミルトンはバックマーカーに引っかかり、ベッテルとの差を広げることができなかった。ハミルトンは21周目にミディアムへ交換する。首位になったボッタスがベッテルを抑え続けハミルトンを擁護するが、ベッテルは25周目のメインストレートでボッタスをパスしてトップを奪い返す。
34周目、マッサとストフェル・バンドーンが接触、バンドーンはコースアウトしそのままリタイアした。バンドーンのマシンを撤去するためバーチャルセーフティカー(VSC)となったが、2周で解除された。
VSC解除とともにハミルトンが2度目のピットインでソフトに交換、次の周でベッテルも2度目のピットインでミディアムに交換。ピットアウトした際にハミルトンとサイド・バイ・サイドとなったが首位をキープする。しかし、タイヤコンパウンドの差もあり44周目のメインストレートでハミルトンがベッテルをオーバーテイクしトップに立った。ボッタスは38周目にエンジントラブルでリタイアした。
ハミルトンはもう一度タイヤ交換が必要とみられたが、最後までソフトのまま走行し今シーズン2勝目、通算55勝目を挙げた。ベッテルは2位でポイント首位をキープした。リカルドが3位で今シーズン初の表彰台に立ち、フォース・インディア勢が4-5位に続いた。パスカル・ウェーレインはペナルティを受けたものの1ストップ作戦で8位に入賞し、ザウバーに今シーズン初ポイントをもたらした。アロンソは今シーズン初めてチェッカーフラッグを受けたが12位に終わり、ついにマクラーレンのみがノーポイントとなった。

### 結果
| Pos.   | No. | ドライバー                 | コンストラクター                | 周回数 | タイム/リタイア | Grid | Pts. |
| ------ | --- | -------------------------- | ------------------------------- | ------ | --------------- | ---- | ---- |
| 1      | 44  | ルイス・ハミルトン         | メルセデス                      | 66     | 1:35:56.497     | 1    | 25   |
| 2      | 5   | セバスチャン・ベッテル     | フェラーリ                      | 66     | +3.490          | 2    | 18   |
| 3      | 3   | ダニエル・リカルド         | レッドブル-タグ・ホイヤー       | 66     | +1:15.820       | 6    | 15   |
| 4      | 11  | セルジオ・ペレス           | フォース・インディア-メルセデス | 65     | +1 Lap          | 8    | 12   |
| 5      | 31  | エステバン・オコン         | フォース・インディア-メルセデス | 65     | +1 Lap          | 10   | 10   |
| 6      | 27  | ニコ・ヒュルケンベルグ     | ルノー                          | 65     | +1 Lap          | 13   | 8    |
| 7      | 55  | カルロス・サインツ         | トロ・ロッソ                    | 65     | +1 Lap          | 12   | 6    |
| 8      | 94  | パスカル・ウェーレイン     | ザウバー-フェラーリ             | 65     | +1 Lap 1        | 15   | 4    |
| 9      | 26  | ダニール・クビアト         | トロ・ロッソ                    | 65     | +1 Lap          | 19   | 2    |
| 10     | 8   | ロマン・グロージャン       | ハース-フェラーリ               | 65     | +1 Lap          | 14   | 1    |
| 11     | 9   | マーカス・エリクソン       | ザウバー-フェラーリ             | 64     | +2 Laps         | 16   |      |
| 12     | 14  | フェルナンド・アロンソ     | マクラーレン-ホンダ             | 64     | +2 Laps         | 7    |      |
| 13     | 19  | フェリペ・マッサ           | ウィリアムズ-メルセデス         | 64     | +2 Laps         | 9    |      |
| 14     | 20  | ケビン・マグヌッセン       | ハース-フェラーリ               | 64     | +2 Laps         | 11   |      |
| 15     | 30  | ジョリオン・パーマー       | ルノー                          | 64     | +2 Laps         | 17   |      |
| 16     | 18  | ランス・ストロール         | ウィリアムズ-メルセデス         | 64     | +2 Laps         | 18   |      |
| Ret    | 77  | バルテリ・ボッタス         | メルセデス                      | 38     | エンジン        | 3    |      |
| Ret    | 2   | ストフェル・バンドーン     | マクラーレン-ホンダ             | 32     | 接触ダメージ 2  | 20   |      |
| Ret    | 33  | マックス・フェルスタッペン | レッドブル-タグ・ホイヤー       | 0      | アクシデント    | 5    |      |
| Ret    | 7   | キミ・ライコネン           | フェラーリ                      | 0      | アクシデント    | 4    |      |
| ソース |     |                            |                                 |        |                 |      |      |

ファステストラップ
- ルイス・ハミルトン（メルセデス） 1:23.593（64周目）

ラップリーダー
- セバスチャン・ベッテル (Lap 1-13, 25-43)
- ルイス・ハミルトン (Lap 14-21, 44-66)
- バルテリ・ボッタス (Lap 22-24)

追記
- ^1 - ウェーレインはピットレーン入口にあるボラードの右側をキープできなかったため、5秒のタイムペナルティとペナルティポイント2点が科された。その後ピットストップを行わずペナルティを消化しなかったため、レースタイムに5秒加算され7位から8位に降格[24][25]
- ^2 - バンドーンはマッサと接触したため、次戦モナコGPの3グリッド降格ペナルティとペナルティポイント2点が科された[26][27]

## 第5戦終了時点のランキング
|   | 順位 | ドライバー             | ポイント |
| - | ---- | ---------------------- | -------- |
|   | 1    | セバスチャン・ベッテル | 104      |
|   | 2    | ルイス・ハミルトン     | 98       |
|   | 3    | バルテリ・ボッタス     | 63       |
|   | 4    | キミ・ライコネン       | 49       |
| 1 | 5    | ダニエル・リカルド     | 37       |

|   | 順位 | コンストラクター                | ポイント |
| - | ---- | ------------------------------- | -------- |
|   | 1    | メルセデス                      | 161      |
|   | 2    | フェラーリ                      | 153      |
|   | 3    | レッドブル-タグ・ホイヤー       | 72       |
|   | 4    | フォース・インディア-メルセデス | 53       |
| 1 | 5    | トロ・ロッソ                    | 21       |

- 注：ドライバー、コンストラクター共にトップ5のみ表示。